# Palazzo Benini
Il Palazzo Benini, chiamato così dal nome di un'importante famiglia campigiana che ne fu proprietaria, ospita oggi una parte degli uffici comunali.
L'edificio, costruito nella prima metà del XIX secolo, appartenne alla famiglia Benini fino al 1867 quando fu venduto al comune che lo trasformò in edificio scolastico. Il palazzo rimase destinato a questa destinazione fino al 1935, quando le scuole comunali furono trasferite nel nuovo edificio di Viale Firenze (oggi Viale Buozzi). Rimasto disabitato per alcuni anni, il Palazzo Benini fu poi scelto come nuova sede del municipio nel 1939, dopo che era fallito un tentativo di allargare gli spazi della vecchia sede, oggi Palazzo Spartaco Conti. In questa occasione la nuova sede comunale venne abbellita con un affresco trecentesco, raffigurante l'Annunciazione, tolto dal vecchio municipio e collocato in una sala usata fino agli anni ottanta del XX secolo per le riunioni del consiglio comunale.
Il 2 settembre 1944 la piazza antistante il Palazzo Comunale fu teatro di una terribile strage, causata da un colpo di artiglieria lanciato dai tedeschi in fuga sulla popolazione festeggiante l'arrivo dei soldati americani in paese.
Negli anni ottanta del XX secolo il Palazzo Benini fu sottoposto ad un accurato restauro generale, che vide tra l'altro la copertura del cortile interno con un gradevole lucernario e la collocazione nello stesso di alcuni stemmi provenienti dalla facciata del vecchio municipio. In questa occasione fu anche decisa la costruzione di una nuova sala consiliare, essendo oramai insufficiente la vecchia per l'accresciuto numero dei consiglieri comunali.
La nuova sala, progettata dell'architetto Marco Dezzi Bardeschi, fu costruita tra il 1987 ed il 1993 al posto della vecchia costruzione accanto al municipio. Il progetto destò in principio notevoli perplessità e critiche nella cittadinanza, a causa dell'indubbia originalità che mostrava un edificio moderno, realizzato con mattoni a vista, con design ricordante una vecchia fabbrica, poggiante su pilastri d'acciaio e sovrastante la facciata del vecchio edificio.
La sala consiliare, dedicata a Sandro Pertini, è oggi impreziosita da un affresco del maestro Antonio Manzi, che ha pure realizzato un affresco dedicato alla battaglia di Valibona nel lucernario del palazzo comunale.

## Galleria d'immagini

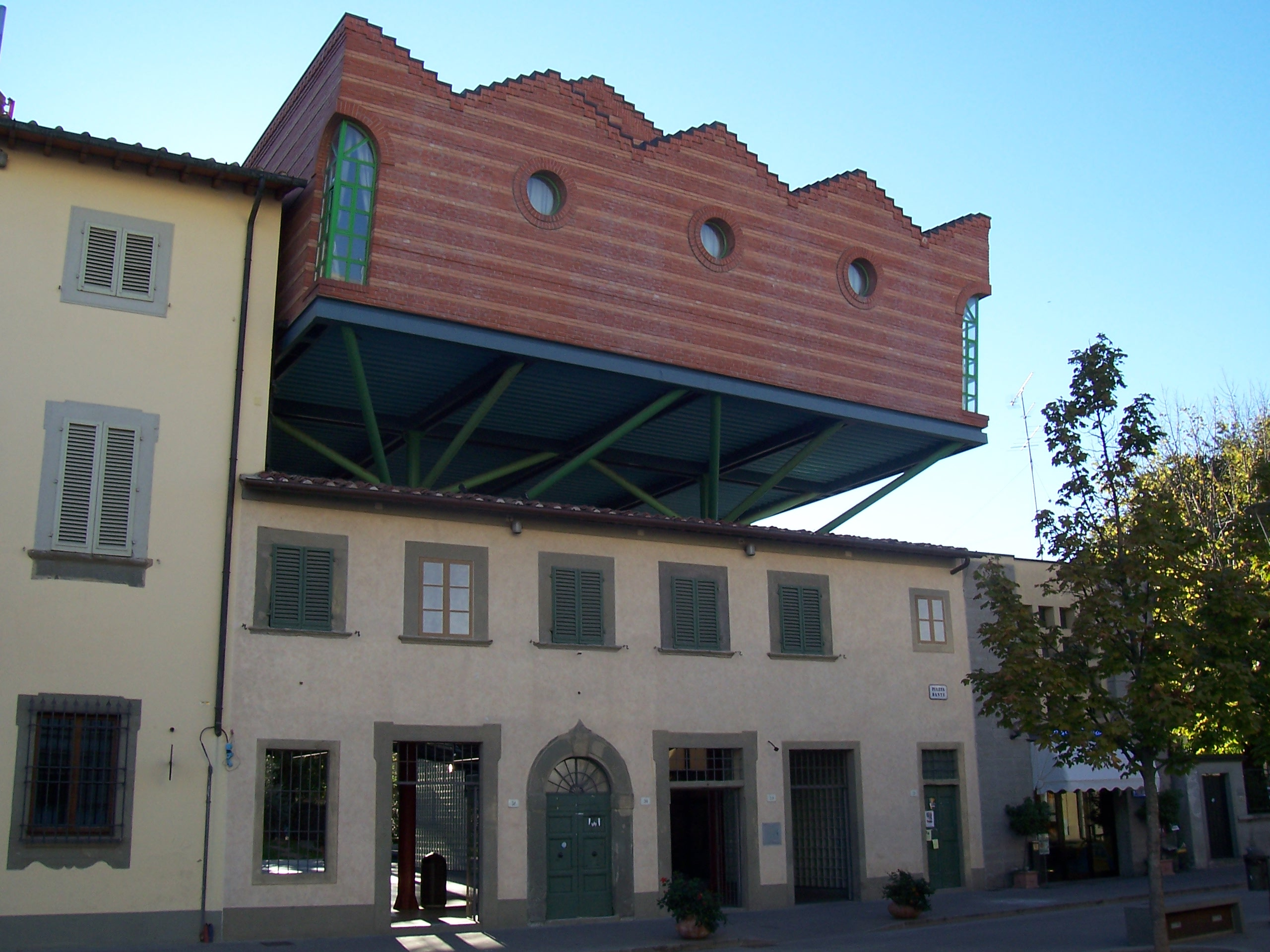
Sala Consiliare "Sandro Pertini" (fronte)
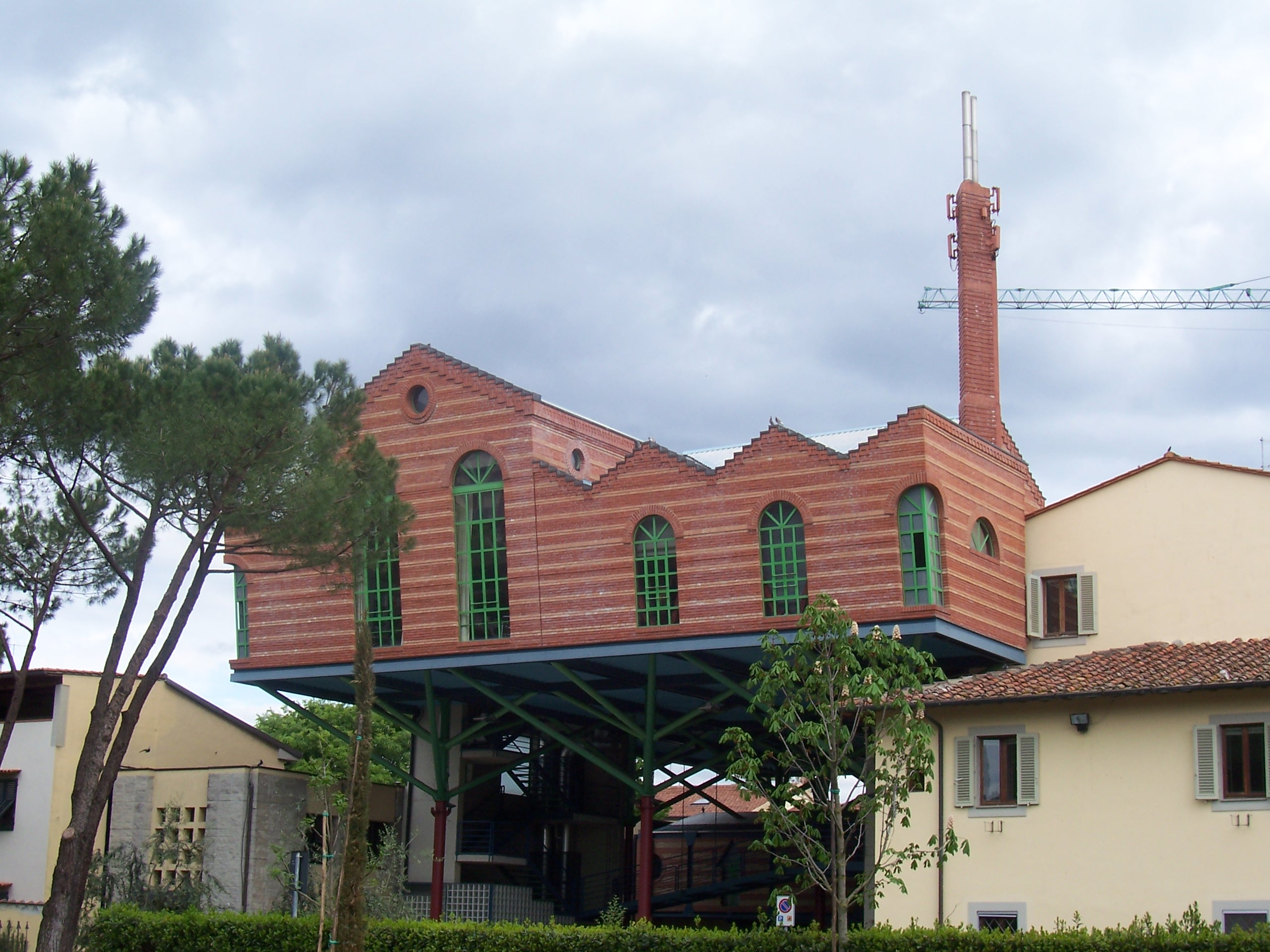
Sala Consiliare "Sandro Pertini" (retro)